# 七五調
七五調（しちごちょう）とは、詩で七音・五音の順番で繰り返す形式。　
五七調とは対照的に優しく優雅な感じを与えることを特徴とする。主に古今和歌集に使われている。

## 主な七五調の詩
- 与謝野晶子「君死にたまふ事なかれ」
- いろは歌
- 島崎藤村「初恋」

## 音楽における七五調
明治時代の文明開化以降に作られた唱歌や寮歌、軍歌を中心に見られ、現在でも校歌に七五調を採用する学校は多い。
七五調の歌詞を持つ歌は、同じ七五調の別の曲の節で歌っても歌唱上は違和感がなく、おおむね互換性があるといえる。
- 「鉄道唱歌」
- 「蛍の光」
- 「荒城の月」
- 童謡「どんぐりころころ」
- 童謡「ウサギとカメ」
- 童謡「浦島太郎」
- 童謡「こいのぼり」（弘田版・近藤版どちらも七五調）
- 童謡「うれしいひなまつり」
- 文部省唱歌「われは海の子」
- 行進曲「軍艦」（ただし歌詞は1コーラス6行と他の歌より短い）
- 軍歌「戦友」
- 国民歌「愛国行進曲」
- 奉祝国民歌「紀元二千六百年」
- 国民歌「日の丸行進曲」
- テレビドラマ『水戸黄門』（TBS）の主題歌「ああ人生に涙あり」
- テレビアニメ『まんが日本昔ばなし』（MBS）の主題歌「にっぽん昔ばなし」
- テレビアニメ『それいけ!アンパンマン』のエンディングテーマ「勇気りんりん」
- 小柳ルミ子の「瀬戸の花嫁」
- 森田公一とトップギャランの「青春時代」
- 八代亜紀の「舟唄」
- チェッカーズの「ギザギザハートの子守唄」
- テレビ番組『ピタゴラスイッチ』（NHK）の「アルゴリズムこうしん」
- 「ラヴ・ミー・テンダー」、またそれのもとになった「オーラ・リー」
- 福岡ダイエーホークス・福岡ソフトバンクホークス応援歌「いざゆけ若鷹軍団」
- 阪神タイガース球団歌「阪神タイガースの歌」
- 中日ドラゴンズ応援歌「燃えよドラゴンズ!」
- 東北楽天ゴールデンイーグルス球団歌「羽ばたけ楽天イーグルス」
- ズンドコ節関連の歌（例えば氷川きよしの「きよしのズンドコ節」やザ・ドリフターズの「ドリフのズンドコ節」など）
- 渥美清の「寅さん音頭」
- たまの「さよなら人類」
- 都はるみの「北の宿から」
- 関西大学学歌
- 徳山璉の「隣組」（メガネドラッグのCMソング、コント番組『ドリフ大爆笑』のオープニング曲の元歌）
- Choo Choo TRAIN
- 悟空の大冒険
- 遠藤賢司の「宇宙防衛軍」
- 『なかよしリズム』（NHK）の「さようならありがとう」
- 石野真子の「春ラ！ラ！ラ！」
- アン・ルイスの「天使よ故郷を見よ」